# Dacia Duster
Pour les articles homonymes, voir Duster.
Ne doit pas être confondu avec Plymouth Duster.
Le Dacia Duster est une automobile du groupe Renault vendue sous la marque Dacia en Europe, au Maghreb, en Turquie et en Israël et sous la marque Renault sur les autres marchés.

## Historique
Début 2022, la barre des 2 millions d'exemplaires de Dacia Duster produits est franchie.

### Ancien usage du nom

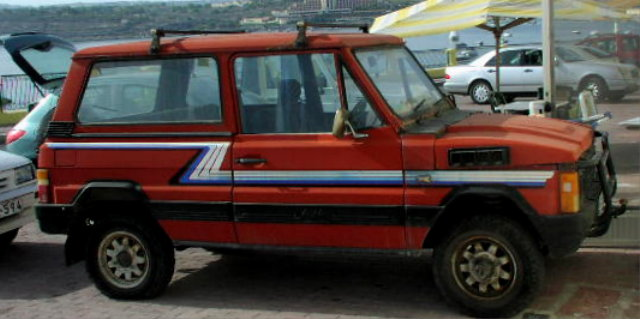
ARO 10.

Dacia Duster était le nom utilisé pour vendre une version rebadgée de l'ARO 10 sur certains marchés, comme celui du Royaume-Uni, au cours des années 1980 et au début des années 1990.

### Concept car

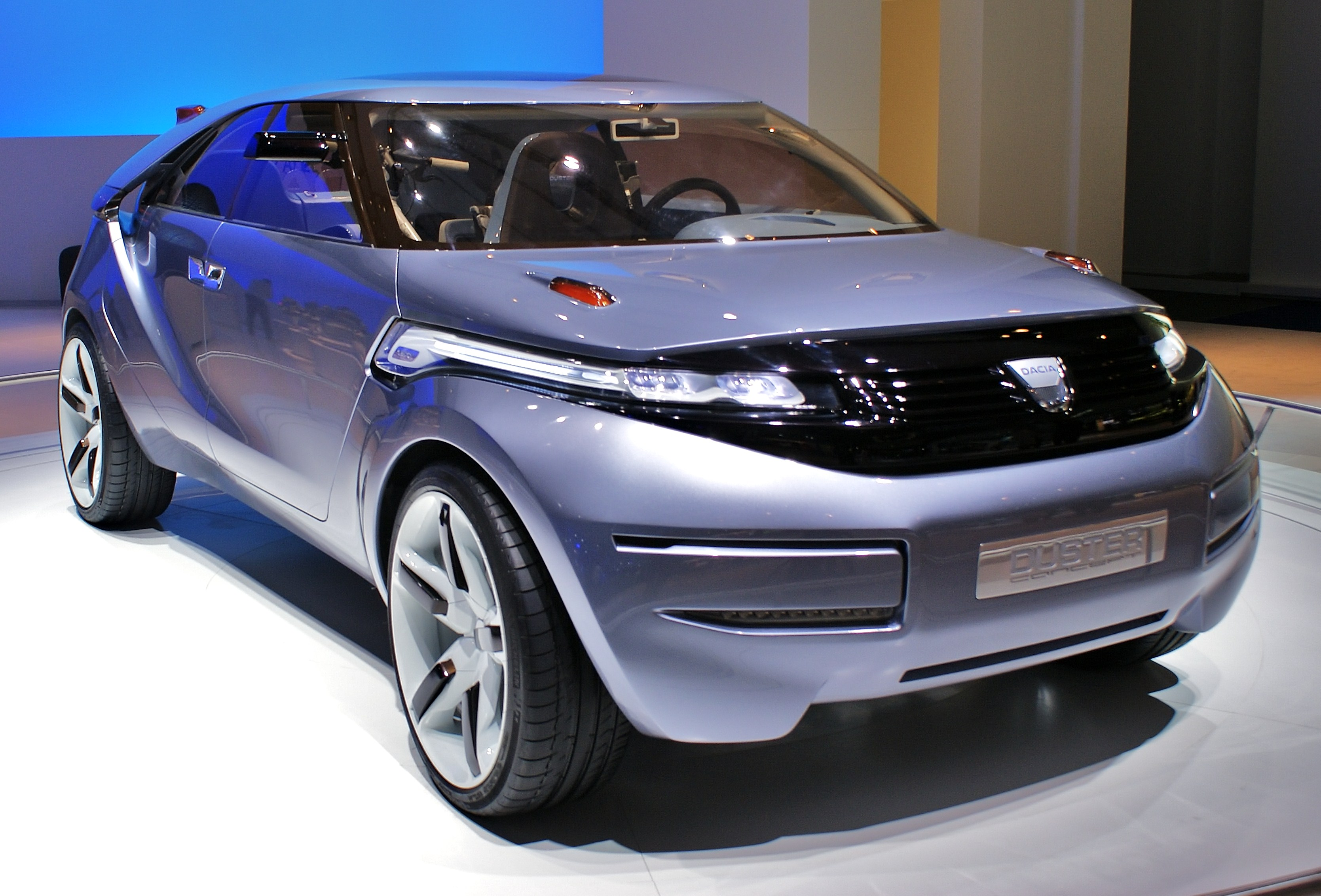
Le concept-car Dacia Duster.

Le concept car Duster est officiellement présenté en 2009 au Salon de Genève. Se présentant comme un véhicule à mi-chemin entre le 4 × 4 et le coupé sportif, l'étude Duster présente une architecture asymétrique : si le côté droit ne présente qu'un seul ouvrant, deux portes se trouvent du côté gauche. L'ensemble est souligné par une ceinture de caisse haute, des phares à LEDs profilés mordant jusqu'au montant de portière, le tout donnant un profil aérodynamique et présentant un très bon Cx de 0,30.
D'une hauteur inférieure à 1,50 m, d'une longueur générale de 4,25 m, le Duster présente un volume de coffre de 470 dm3. À l'intérieur, différentes configurations sont possibles : quatre sièges indépendants de manière classique ou deux places en tandem côté conducteur.
L'étude de style Duster a été présentée avec le bloc Renault 1,5 DCI 105.

## Duster I
La première génération du Duster est vendue de 2010 à 2022 (2017 en Europe). Il est disponible en versions 4 × 2 et 4 × 4. Le Renault Duster est le véhicule de la marque le plus produit en 2014.
Le Duster de première génération reçoit un restylage en 2013.

## Duster II
En septembre 2017, après sept années de commercialisation, Dacia présente la seconde génération de son baroudeur, le Dacia Duster II, au Salon de l'automobile de Francfort (14 au 24 septembre). Le Duster II est commercialisé à partir de janvier 2018.
Le Duster de seconde génération bénéficie d'un premier restylage en 2021, suivi d'un second en 2022.

## Duster III
La troisième génération de Dacia Duster sera lancée au printemps 2024. Basé sur la plate-forme CMF-B de Renault, il s'agira du premier Duster à être proposé en version full hybrid et à se passer de Diesel. Quatre niveaux de finitions seront proposés.